# Privatrechtskodifikation
Als Privatrechtskodifikation bezeichnet man eine systematisch aufgebaute Gesamtregelung (Kodifikation) des Privatrechts. Sie hat den Anspruch, die Materie abschließend zu regeln.
In den großen Kodifikationen des deutschsprachigen Raums wurde jedoch nur das Zivilrecht behandelt. Die bedeutendsten Zivilrechtskodifikationen sind das deutsche BGB, das österreichische ABGB und das schweizerische ZGB. Das Schuldrecht wurde in der Schweiz jedoch in einem eigenen OR geregelt.
Siehe auch:
- Codex Maximilianeus bavaricus civilis
- Preußisches Allgemeines Landrecht (ALR)
- Code civil